# Canola (película de 2016)
Canola (Hangul: 계춘할망; RR: Gyechun Halmang; literalmente Abuela Gye-choon) es una película surcoreana de 2016 protagonizada por Youn Yuh-jung, Kim Go-eun y Choi Min-ho.

## Sinopsis
La película cuenta la historia de Gye-choon (Youn Yuh-jung), una haenyeo de la isla Jeju, la cual se reúne con su nieta Hye-ji (Kim Go-eun) después de 12 años de estar separadas.

## Reparto

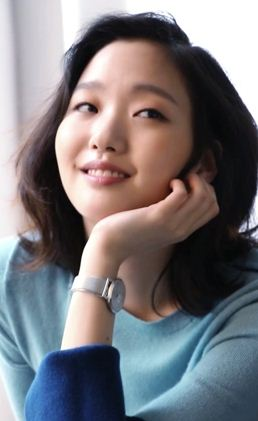
Go-eun como Hye-ji

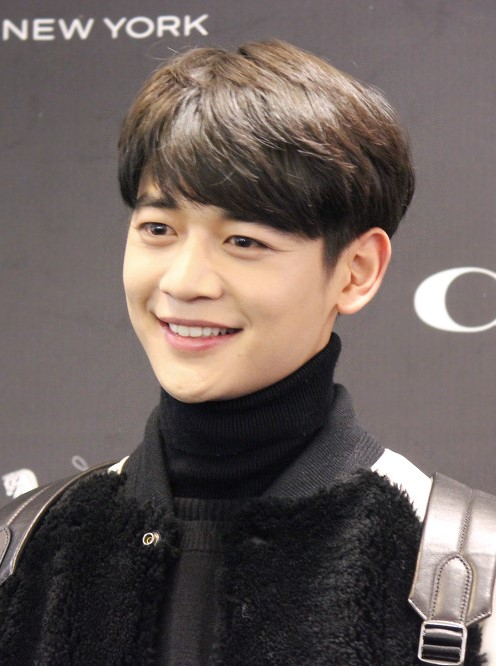
Minho como Han-yi

### Reparto principal
- Youn Yuh-jung como Gye-choon.
- Kim Go-eun como Hye-ji.
  - Lee Seul-bi como Hye-ji (joven).
- Choi Minho como Han-yi.

### Reparto de apoyo
- Kim Hee-won como Suk-ho.
- Shin Eun-jung como Myeong-vale.
- Yang Ik-june como Choong-seop.
- Ryu Jun-yeol como Cheol-heon.
- Park Min-ji como Min-hee.
- Nam Tae-bu como Choong-hee.
- Jang Hyuk-jin como Agente de bienes raíces Byun.
- Jo Deok-jae como Hyun-cheol.
- Park Jung-chul como Abogado Seo.
- Choi Moon-kyoung  como persona con paraguas verde 1.

### Cameo
- Kim Dae-myung como entrenador de físico.

## Remake
Los derechos han sido vendidos para un remake chino de la película.

## Premios y nominaciones
| Año  | Premio                         | Categoría          | Nominado      | Resultado |
| ---- | ------------------------------ | ------------------ | ------------- | --------- |
| 2016 | 53.ª Campana Magnífica Premios | mejor actriz       | Youn Yuh-jung | Nominada  |
| 2016 | 53.ª Campana Magnífica Premios | mejor actor nuevo  | Choi Min-ho   | Nominado  |
| 2016 | 53.ª Campana Magnífica Premios | mejor actriz nueva | Lee Seul-bi   | Nominada  |